# Zosterop pitgrís
El zosterop pitgrís (Zosterops rendovae) és un ocell de la família dels zosteròpids (Zosteropidae) que habita boscos i clars, a les muntanyes de l'Illa de San Cristobal, a les Illes Salomó.
S'ha considerat coespecífica de Zosterops oblitus i de Zosterops hamlini. El Congrés Ornitològic Internacional, versió 11.2, 2021 els considera espècies de ple dret.